# António Lima Pereira
António Lima Pereira (Póvoa de Varzim, 1º febbraio 1952 – 22 gennaio 2022) è stato un calciatore portoghese, di ruolo difensore.

## Palmarès

### Giocatore

#### Competizioni nazionali
- Campionato portoghese: 4

Porto: 1978-1979, 1984-1985, 1985-1986, 1987-1988
- Coppa del Portogallo: 2

Porto: 1983-1984, 1987-1988
- Supercoppa di Portogallo: 4

Porto: 1981, 1983, 1984, 1986

#### Competizioni internazionali
- Coppa dei Campioni: 1

Porto: 1986-1987
- Supercoppa UEFA: 1

Porto: 1987
- Coppa Intercontinentale: 1

Porto: 1987